# 李楽成
李 楽成（り らくせい、1965年3月 - ）は、中華人民共和国の官僚・政治家。湖北省荊州専区監利県出身。現職は遼寧省人民政府省長。

## 経歴
1965年3月、湖北省荊州専区監利県で生まれる。1980年、華中工学院（現在の華中科技大学）機械工程一系に入学した。1984年を卒業。大学卒業後は荊門市の国有企業である沙洋機械工場技術員として就職し、昇進を重ねて場長となる。1996年12月、荊門市機械冶金工業総公司副総経理に就任。1998年2月、同公司総経理兼党委員会書記に昇格。2000年11月から湖北東光集団有限公司に入り、副董事長、総経理兼党委員会書記を経て2001年7月に董事長就任。
2002年2月、荊門市党委員会常務委員兼同市総工会主席に就任。2003年9月、同市党委員会組織部部長を兼務。2007年1月、荊門市人民政府副市長に就任し、同市党委員会組織部部長を退く。2008年2月、同省宜昌市に転任し、同市党委員会副書記、副市長、市長代行、市長を歴任。2013年3月、湖北省発展と改革委員会主任兼党組書記、同省援疆工作弁公室主任に任命。2017年2月、襄陽市党委員会書記に転出。6月には同市人民代表大会常務委員会主任を兼務する。2021年1月、河北省党委員会常務委員、省人民政府副省長兼党組副書記に昇格。
2021年10月20日、党務に転じて遼寧省に赴任し、遼寧省党委員会副書記兼同省人民政府省長代行に就任した。